# Победа (Новозыбковский район)
Победа — поселок в Новозыбковском городском округе Брянской области.

## География
Находится в западной части Брянской области на расстоянии приблизительно 12 км на запад-северо-запад по прямой от районного центра города Новозыбков на правом берегу реки Ипуть у южной окраины села Новые Бобовичи.

## История
На карте 1941 года еще не был отмечен. До 2019 года входил в состав Старобобовичского сельского поселения Новозыбковского района до их упразднения.

## Население
Численность населения: 6 человек в 2002 году (русские 100 %), 4 в 2010.